# Clausius-Gleichung
Die Clausius-Gleichung nach Rudolf Clausius ist eine Zustandsgleichung für reale Gase. Sie wurde als eine Weiterentwicklung der Van-der-Waals-Gleichung zur besseren Beschreibung des Verhaltens von Kohlenstoffdioxid und anderen realen Gasen vorgestellt. Als Zusatzannahme wurde eine Temperaturabhängigkeit der Molekülanziehung eingeführt, was einen zusätzlichen Parameter in der Gleichung nötig macht. Sie lautet in intensiver Form:
{\displaystyle \left[p+{\frac {a}{T(V_{\mathrm {m} }+c)^{2}}}\right](V_{\mathrm {m} }-b)=R\,T}
Die einzelnen Formelzeichen stehen für folgende Größen:
- {\displaystyle p} – Druck
- {\displaystyle T} – Temperatur
- {\displaystyle V_{\mathrm {m} }} – molares Volumen
- {\displaystyle R} – universelle Gaskonstante

Die experimentell zu bestimmenden Parameter können über den kritischen Punkt erhalten werden:
{\displaystyle a={\frac {27R^{2}T_{\mathrm {c} }^{3}}{64p_{\mathrm {c} }}}}
{\displaystyle b=V_{\mathrm {m,c} }-{\frac {R\,T_{\mathrm {c} }}{4p_{\mathrm {c} }}}}
und
{\displaystyle c={\frac {3R\,T_{\mathrm {c} }}{8p_{\mathrm {c} }}}-V_{\mathrm {m,c} }}
Hierbei ist {\displaystyle R} die molare Gaskonstante. {\displaystyle T_{\mathrm {c} }} ist die kritische Temperatur, {\displaystyle V_{\mathrm {m,c} }} das molare Volumen am kritischen Punkt und  {\displaystyle p_{\mathrm {c} }} ist der Druck am kritischen Punkt.